# MAN E2000
MAN Е2000 — сідлові тягачі для важких вантажів, що випускаються на подовженому шасі моделі F2000 австрійською фірмою OAF Graf & Stift. Залежно від ринків збуту автомобілі несуть марку MAN або OAF. Автомобілі оснащуються найпотужнішими двигунами з гами F2000 і радіаторами підвищеної продуктивності, розташованими за кабіною.

### Двигуни
- E 2866 DF 01 (11 967 см³) 231 к.с.
- D 2866 LF23 (11 967 см³) 310 к.с.
- D 2866 LF24 (11 967 см³) 360 к.с.
- D 2866 LF25 (11 967 см³) 410 к.с.
- D 2876 LF 03 (12 816 см³) 460 к.с.
- D 2840 LF21 (18 273 см³) 600 к.с.